# شانگهای فورتی لند
شانگهای فورتی لند (انگلیسی: Shanghai Forte Land) شرکت املاک چینی است، که در سال ۱۹۹۴ توسط گاو گوانگچانگ تأسیس شد.